# Nigramma firmamentum
Nigramma firmamentum là một loài bướm đêm trong họ Noctuidae.